# Chiesa di Santa Maria a Sicola
La chiesa di Santa Maria a Sicola è un luogo di culto di Napoli, situata in vico Santa Maria Antesaecula, presso il rione di Forcella.

## Storia
Nel 1275 Pietro Leone Sicola, nobile del sedile di Forcella e capo della cancelleria di Carlo I d'Angiò, fece costruire nella zona della Vicaria Vecchia un conservatorio femminile con annessa chiesa, chiamati "Santa Maria a Sicola" con riferimento al fondatore; in seguito, grazie ad una guarigione ritenuta miracolosa del re Ladislao I, l'istituto fu finanziato direttamente dalla famiglia reale, che destinò a tale scopo i proventi della gabella sulla neve.
Si ritiene che fu un papa Clemente (le cui fonti precedenti al Galante indicano erroneamente come Clemente III) a consacrare la chiesa, che fu cappella preferita di tutti i sovrani angioini e durazzeschi. Ne fu rettore da giovane Giovanni Pietro Carafa, che sarebbe poi divenuto papa Paolo IV.
Nel Seicento, a causa del disordinato sviluppo edilizio (anche se si parla principalmente di insalubrità dell'aria), la zona della Vicaria Vecchia fu ritenuta inidonea a continuare ad ospitare l'istituto. Così nel 1622 l'intero complesso fu trasferito nella Sanità e fu fondata la chiesa di Santa Maria Antesaecula con il relativo monastero, detta così dal momento che il nome Sicola fu corrotto in antesaecula, con allusione al passo biblico del libro del Siracide nella traduzione latina della Vulgata le cui parole sono state attribuite alla Madonna: ab inizio et ante saecula creata sum (sono stata creata fin dall'origine e prima dei secoli).
Nel 1824 Ferdinando I delle Due Sicilie affidò la chiesa alla Congrega di San Nicodemo degli apparatori (detti anche paratori o paradori), cioè gli arredatori, che la ridecorarono con molti drappi e fastigi secondo la loro arte. Tuttavia gli storici ottocenteschi tra cui il Chiarini e il Galante non risparmiarono critiche nei confronti di quelle decorazioni, a loro dire oltremodo pompose e poco rispettose delle preesistenti opere artistiche. Il Galante cita sull'altare maggiore una tela di Francesco Curia, danneggiata dalle aggiunte che le recarono gli apparatori.
In grave stato di degrado e spogliata delle varie opere, è stata anche utilizzata come deposito.